# Çavuşlu, Hopa
Çavuşlu là một xã thuộc huyện Hopa, tỉnh Artvin, Thổ Nhĩ Kỳ. Dân số thời điểm năm 2010 là 575 người.